# 아돌프 조제프 토마 몽티셀리
아돌프 조제프 토마 몽티셀리(프랑스어: Adolphe Joseph Thomas Monticelli, 1824년 10월 14일 ~ 1886년 6월 29일)는 프랑스의 화가이다.

## 개요
몽티셀리는 근대 회화의 선구자로서, 체질 그대로 분방한 매력을 낳은 화가이다. 마르세유 태생으로 파리에 나갔으나 생활은 가난 속에서 전전했다. 그러나 굴하지 않고 작품은 격정을 띠며, 터치는 혼란할 정도로 동적이어서, 색채에 정열을 발하고 있다. 보불 전쟁을 맞아 자신은 고향으로 돌아가 마르세유에서 살았는데, 남부 지방에서의 제작은 한층 약동을 얻어 나무 그늘의 유락 (遊樂) 과 그 밖의 풍속화는 생생한 움직임으로 뜨거운 매력을 그려 내고 있다. 19세기 말기에는, 이상과 같은 특색 있는 화가들은 아니지만, 인상파의 변방에서 조용히 제작한 사람으로, 카리에르나 라파엘리 등의 작품이 있다.